# 二十角形

正二十角形

二十角形（にじゅうかくけい、にじっかっけい、Icosagon）は、多角形の一つで、20辺の辺と20個の頂点を持つ図形である。内角の和は3240°、対角線の本数は170本である。

## 正二十角形
正二十角形においては、中心角と外角は18°で、内角は162°となる。一辺の長さが a の正二十角形の面積 S は
{\displaystyle S=5a^{2}\cot {\frac {\pi }{20}}=5\left(1+{\sqrt {5}}+{\sqrt {5+2{\sqrt {5}}}}\right)a^{2}\approx 31.5688a^{2}}
となる。
{\displaystyle \cos(2\pi /20)}を有理数と平方根で表すことが可能である。
{\displaystyle \cos {\frac {2\pi }{20}}=\cos {\frac {\pi }{10}}=\cos 18^{\circ }={\frac {1}{4}}{\sqrt {2\left(5+{\sqrt {5}}\right)}}}

### 正二十角形の作図
正二十角形は定規とコンパスによる作図が可能な図形である。

作図法

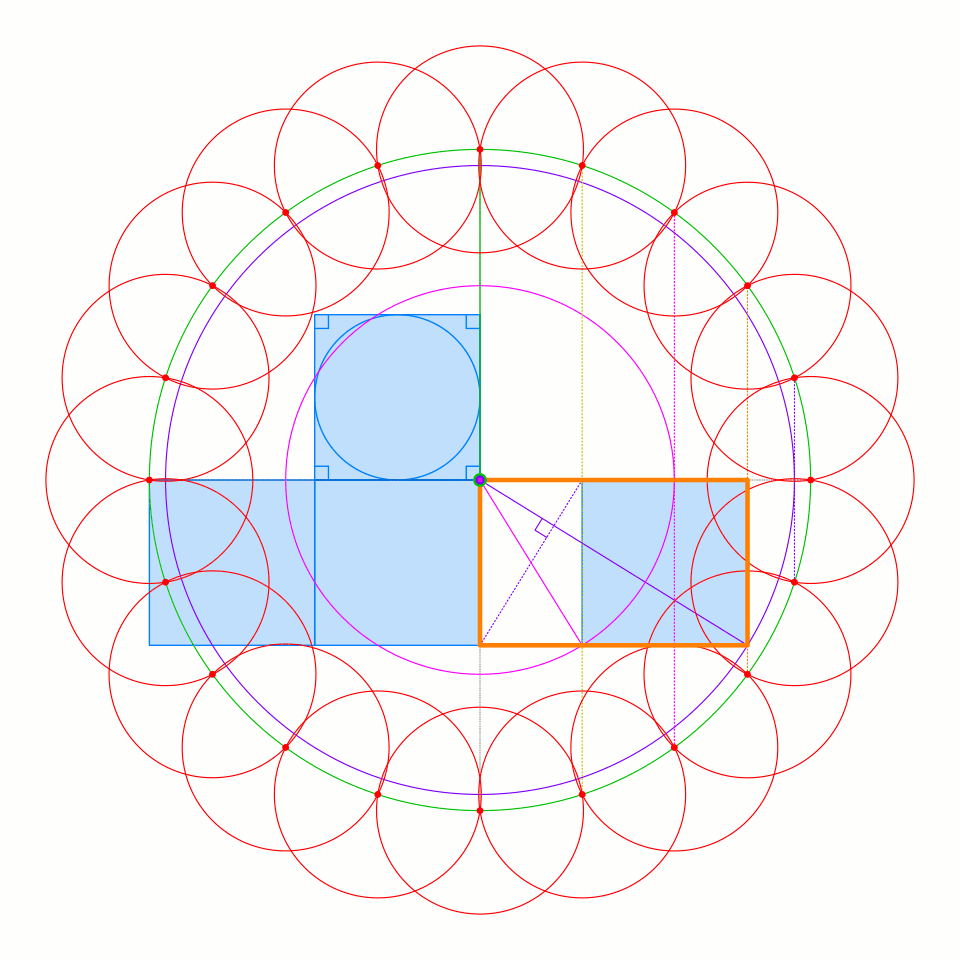
「半径２の正円」（緑）と「辺の長さが１とφの黄金長方形」（橙）を活用すると図のように当該正円の円周を２０等分する点を求めることができる。

下図にて書き方を解説している